# Die Frau in Weiß

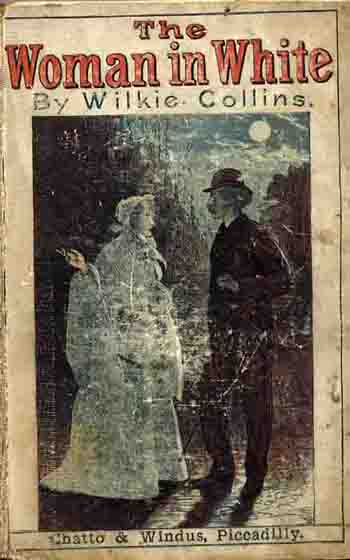
The Woman in White, von Wilkie Collins, 1890

Die Frau in Weiß ist ein Roman von Wilkie Collins, der 1860 erschien. Das Buch gilt als das erste dem Genre des typischen englischen „Mystery Novel“ zugehörige Werk.

## Handlung
Der Kunstlehrer Walter Hartright soll die beiden Halbschwestern Marian Halcombe und Laura Fairlie, die in Limmeridge House in Cumberland wohnen, im Zeichnen unterrichten. Am Abend vor seiner Abreise nach Cumberland verabschiedet sich Hartright von seiner Familie und macht sich erst nach Mitternacht auf den Heimweg. Vor London wird er von einer verängstigten Frau in Weiß angesprochen, die er in die Innenstadt begleitet und die ihn dort verlässt, ohne ihm ihren Namen verraten zu haben. Allerdings erwähnt sie, dass sie in ihrer Kindheit in Limmeridge House war. Nach ihrem Verschwinden hört er ein Gespräch, das ihn vermuten lässt, die Frau sei aus einem Irrenhaus geflohen.
Hartright erreicht Limmeridge House, noch immer verwirrt von der vorabendlichen Begegnung. Er erzählt Marian Halcombe von seinem Erlebnis, und gemeinsam versuchen sie, das Geheimnis der Frau in Weiß zu lüften. Sie identifizieren sie als eine ehemalige Schülerin der Mutter Marians und Lauras.
Walter verliebt sich in die schöne Laura Fairlie, und sie scheint seine Gefühle zu erwidern, doch Laura ist bereits mit dem undurchsichtigen Sir Percival Glyde verlobt. Deshalb beschließt der ehrenhafte Hartright, nachdem ihn Marian an seine Pflicht als Gentleman erinnert, Limmeridge House zu verlassen, ohne Laura seine Liebe zu gestehen.
Kurz vor Abreise Walter Hartrights erhält Laura Fairlie einen anonymen Brief, in dem sie davor gewarnt wird, Sir Percival zu heiraten. Es stellt sich heraus, dass er von der Frau in Weiß geschrieben wurde, die Laura erstaunlich ähnlich sieht. Walter trifft die rätselhafte Frau, und diese vertraut ihm an, dass Sir Percival Glyde ein furchtbares Geheimnis habe, das ihn vernichten könne – sie verschwindet aber wieder, ohne das Geheimnis preiszugeben. Da es nicht den geringsten Verdacht gegen Sir Percival Glyde gibt, geschweige denn Beweise, heiraten er und Laura, die von ihrem neuen Mann schon im Ehevertrag um ihr Vermögen gebracht wird. Nach der Hochzeitsreise zieht sie mit ihm auf sein Anwesen Blackwater Park; ihre Schwester Marian begleitet sie. Hartright dagegen geht zunächst zurück nach London und entschließt sich dann, an einer Expedition nach Mittelamerika teilzunehmen, um Laura zu vergessen.
Auf Blackwater Park ändert sich Percivals Verhalten, das bisher tadellos war: Er wird brüsk und jähzornig. Der Einzige, von dem er sich beruhigen lässt, ist sein italienischer Freund Conte Fosco, der mit seiner Frau, Lauras enterbter Tante, zu Besuch ist. Als Percival versucht, seine Frau zu einer Unterschrift zu drängen, ohne ihr den Inhalt des Dokuments zu zeigen, da sie diesen als Frau sowieso nicht verstehen würde, wird er handgreiflich, und die energische Marian wendet sich als letzte Rettung an den alten Familienanwalt.
Bei einem Spaziergang wird Laura von der Frau in Weiß überrascht, von der mittlerweile bekannt ist, dass sie Anne Catherick heißt und dass ihre Mutter im nahegelegenen Dorf wohnt. Anne erzählt ihr wieder von dem Geheimnis, verschwindet jedoch abermals. Sir Percival sucht Anne fieberhaft, und es gelingt ihm, sie durch eine List nach London zu locken, bevor sie das Geheimnis offenbart.
Percival ist hoch verschuldet, weshalb er versucht, sofort Lauras Erbe in die Hände zu bekommen. Marian hört, wie er mit Conte Fosco verschiedene Möglichkeiten überdenkt, darunter sogar Lauras Tod.
Als Marian jedoch krank wird, gelingt es den beiden Männern, Laura nach London zu bringen, sie dort unter Anne Cathericks Namen ins Sanatorium einweisen zu lassen, und Anne Catherick, die an einem schweren Herzfehler leidet und aufgrund der Aufregung stirbt, an Lauras Stelle zu beerdigen. Damit erhält Sir Percival Lauras Erbe, und auch die Contessa Fosco erbt als Lauras Tante eine größere Summe.
Marian findet Laura im Sanatorium und verhilft ihr zur Flucht, doch nicht einmal ihr Onkel glaubt den beiden, dass es sich tatsächlich um seine Nichte handelt. Nur Walter Hartright, den die beiden zufällig treffen, erkennt die Frau, die er natürlich nie vergessen konnte, und versucht nun, ihre Identität zu beweisen, was ihm schließlich durch akribisches Zusammensuchen und Vergleichen der Aussagen und Daten gelingt. Auch findet er Sir Percivals Geheimnis heraus: Percivals Eltern waren nie verheiratet, womit dieser nicht der rechtmäßige Erbe war und auch keinen Anspruch auf den Titel hatte.
Walter und Laura, mittlerweile verheiratet und Eltern eines Sohnes, kehren schließlich mit Marian nach Limmeridge House zurück und können endlich ihr Eheglück genießen.

## Übersetzungen
- 1994: Die Frau in Weiß: Criminal-Roman, übersetzt von Ingeborg Bayr
- 1965: Die Frau in Weiß, übersetzt von Arno Schmidt
- 1861: Die Frau in Weiß, übersetzt von Marie Scott[1]

## Deutsche Ausgaben
- dtv-Verlag, bis 1994 unter Verwendung der Übersetzung von Arno Schmidt, danach unter Verwendung einer Neuübersetzung von Ingeborg Bayr
- Fischer-Verlag, unter Verwendung der Übersetzung von Arno Schmidt
- Voigt-Günther-Verlag Leipzig, unter Verwendung der Übersetzung von Marie Scott

## Adaptionen

### Filme
- Der Roman wurde mehrfach verfilmt: u. a. 1912 (Stummfilm USA), 1920 (Die Frau in Weiß), 1929 (Stummfilm GB), 1940 (Tonfilm USA), 1948 (USA – Das Geheimnis der Frau in Weiß mit Sydney Greenstreet als Conte Fosco), 1949 (Schweden von Arne Mattsson), 1982 (UdSSR) und 1997 (England – BBC-Fernsehproduktion).

### Serien
- 1966: The Woman in White. Sechsteilige britische Serie, gilt als verschollen.
- 1970: La femme en blanc. Miniserie mit Paloma Matta als Laura Fairlie / Ann Catherick
- 1971: Die Frau in Weiß. Eine dreiteilige Fernsehfassung des WDR.
- 1982: The Woman in White. Eine fünfteilige BBC-Miniserie.
- 2018: The Woman in White. Eine fünfteilige BBC-Miniserie.

### Musical
- 2005 lief in London das Musical The Woman in White von Andrew Lloyd Webber an.

### Hörspiele
- 1965: Die Frau in Weiß, ein Kriminalhörspiel in sieben Teilen, unter Verwendung der Übersetzung von Marianne de Barde, produziert vom SR, Regie: Wilm ten Haaf[2]
- 1968: Die Frau in Weiß, Kriminalhörspielreihe in 7 Folgen, unter Verwendung der Übersetzung von Ruth Hammelmann, produziert vom ORF, Regie: Ernst Willner[3]